# Изменения определений основных единиц СИ (2019)
В 2019 году вступили в силу изменения определений основных единиц Международной системы единиц (СИ), состоящие в том, что основные единицы СИ стали определяться через фиксированные значения фундаментальных физических постоянных. При этом величины всех единиц остались неизменными, однако из их определений окончательно исчезла привязка к материальным эталонам. Подобные изменения предлагались давно, однако лишь к началу XXI века это стало возможно. Окончательное решение об изменениях было принято XXVI Генеральной конференцией по мерам и весам в 2018 году.

## Содержание изменений
Международная система единиц, СИ, включает 7 основных единиц измерения: секунда, метр, килограмм, ампер, кельвин, моль, кандела, а также ряд их производных единиц.
До изменений килограмм определялся как масса одного конкретного эталона — международного прототипа килограмма. Это определение обладало некоторыми недостатками. Другие основные единицы не были привязаны к конкретным артефактам, но некоторые определения также оказались неудобны (и к тому же сами по себе опирались на определения килограмма).
Изменения относятся ко всей СИ. Непосредственно они затрагивают определения килограмма, ампера, кельвина и моля: теперь эти единицы определяются через фиксированные значения элементарного электрического заряда и постоянных Планка, Больцмана и Авогадро.
Соблюдается преемственность СИ: в результате изменений величина всех единиц измерения не изменилась; численное значение результатов измерений, выраженных в старых единицах, таким образом, тоже не изменилось (кроме некоторых электрических величин, о чём сказано далее). Однако некоторые величины, которые ранее были определены точно, стали экспериментально определяемыми.

## Новое определение СИ
Международная система единиц, СИ, — это система единиц, в которой:
- частота сверхтонкого расщепления основного состояния атома цезия-133 ΔνCs в точности равна 9 192 631 770 с−1;
- скорость света в вакууме c в точности равна 299 792 458 м/с;
- постоянная Планка ℎ в точности равна 6,626 070 15⋅10−34 кг·м2·с−1;
- элементарный электрический заряд e в точности равен 1,602 176 634⋅10−19 А·с;
- постоянная Больцмана k в точности равна 1,380 649⋅10−23 кг·м2·с−2·К−1;
- постоянная Авогадро NA в точности равна 6,022 140 76⋅1023 моль−1;
- световая эффективность Kcd монохроматического излучения частотой 540⋅1012 с−1 в точности равна 683 кд·ср·кг−1·м−2·с3.

Можно придать этому определению форму набора определений основных единиц. Этот набор определений приведён в статье Основные единицы СИ § Основные единицы.

## Влияние изменений на основные единицы

### Секунда и метр
Определения секунды и метра содержательно не изменились, однако были переформулированы для соблюдения стилевого единства определений.

### Килограмм
Величина килограмма устанавливается фиксацией численного значения постоянной Планка ℎ в единицах кг·м2·с−1 (с учётом установленных значений секунды и метра).
Ранее килограмм определялся как масса международного прототипа килограмма. В результате изменений массы всех эталонов килограмма, восходящих к международному прототипу килограмма, приобрели дополнительную погрешность 10 мкг, поскольку масса самого прототипа теперь равна 1 кг именно с такой погрешностью.
Хотя международный прототип килограмма более не служит эталоном килограмма как единицы СИ, он по-прежнему хранится в Международном бюро мер и весов, максимально защищённый от внешних воздействий.

### Ампер
Величина ампера устанавливается фиксацией численного значения элементарного электрического заряда e в единицах А⋅с. Кроме того, отменены ранее рекомендованные для реализации вольта и ома фиксированные значения постоянной Джозефсона KJ-90 и постоянной фон Клитцинга RK-90.
Измеренные значения и шкалы напряжений и сопротивлений изменились на долю порядка 10−7 и 10−8, соответственно, однако это связано не с изменением определений основных единиц, а с тем, что ранее для реализации единиц напряжения и сопротивления были рекомендованы фиксированные значения постоянных Джозефсона и фон Клитцинга, не согласованные с остальной СИ.

### Кельвин
Величина кельвина устанавливается фиксацией численного значения постоянной Больцмана k в единицах кг·м2·с−2·К−1. При этом через определяющие константы кельвин выражается как ℎ ΔνCs/k с определённым безразмерным множителем, то есть его величина в действительности не связана со скоростью света и величиной метра, несмотря на то что в единицу для k, выраженную через основные единицы, входит метр.

### Моль
Величина моля устанавливается фиксацией численного значения постоянной Авогадро NA.

### Кандела
Определение канделы содержательно не изменилось, не считая того, что оно связано с другими единицами, а их определения изменились.

## Предпосылки, подготовка и принятие
Международная система единиц, СИ, была принята в 1960 году и дополнялась и корректировалась Международным бюро мер и весов (BIPM) в последующие годы. Более 50 лет в СИ сохранялось определение килограмма, которое действовало ещё с 1889 года: 1 килограмм — это масса международного прототипа килограмма MIPK (более того, и в XIX веке килограмм тоже определялся через материальный эталон). Это создавало трудности: и сам прототип, и его копии со временем изменяют массу ввиду загрязнения и износа; однозначно установить направление изменения можно лишь для копий относительно прототипа; при этом для минимизации изменений массы прототипа его сравнение с копиями производилось крайне редко, и в промежутках между сравнениями накапливались ошибки ввиду изменения масс копий — а поскольку иного способа воспроизвести килограмм не было, все пользователи стандарта килограмма (национальные метрологические организации) получали значение килограмма с этими ошибками. Предложения изменить определение килограмма через фиксацию значения какой-либо природной постоянной, подобно тому, как это было сделано с метром, звучали давно и регулярно, однако лишь к началу XXI века точность экспериментов стала достаточной, чтобы реализовать эту идею.
Сообщества специалистов по метрологии в различных областях науки и техники также поддержали идею изменений. Практическая реализация единиц напряжения и сопротивления опиралась не на определение ампера, а на фиксированные значения постоянных Джозефсона и фон Клитцинга; отказ от этих фиксированных значений с одновременной фиксацией e и ℎ сделал бы единицы из области электричества и магнетизма согласованными с остальной СИ. Единица температуры определялась через фиксацию температуры тройной точки воды TTPW, однако эта температура зависит от изотопного состава воды и примесей в ней, и к тому же такое определение плохо подходит к очень низким и очень высоким температурам — переопределение кельвина через фиксацию k решало эти проблемы. Наконец, поскольку концепция количества вещества не связана с массой частиц, было предложено заодно изменить определение моля, отвязав его от массы атома углерода-12 m(12C) и привязав к фиксированному значению NA.
Можно было бы избавиться и от привязки системы единиц к определённому электронному переходу в определённом изотопе, оставшейся в определении секунды, зафиксировав вместо него ещё одну фундаментальную постоянную — например, гравитационную постоянную, как это делается, например, в планковской системе единиц. Однако неопределённость измеренного значения гравитационной постоянной слишком велика для этого.
Изменения в том виде, в каком они были приняты, восходят к предложению 2006 года. Основные принципы реформы и требования к точности измерений значений физических констант, необходимых для реформы, принимались на Генеральных конференциях по мерам и весам в 2011 и 2014 годах.

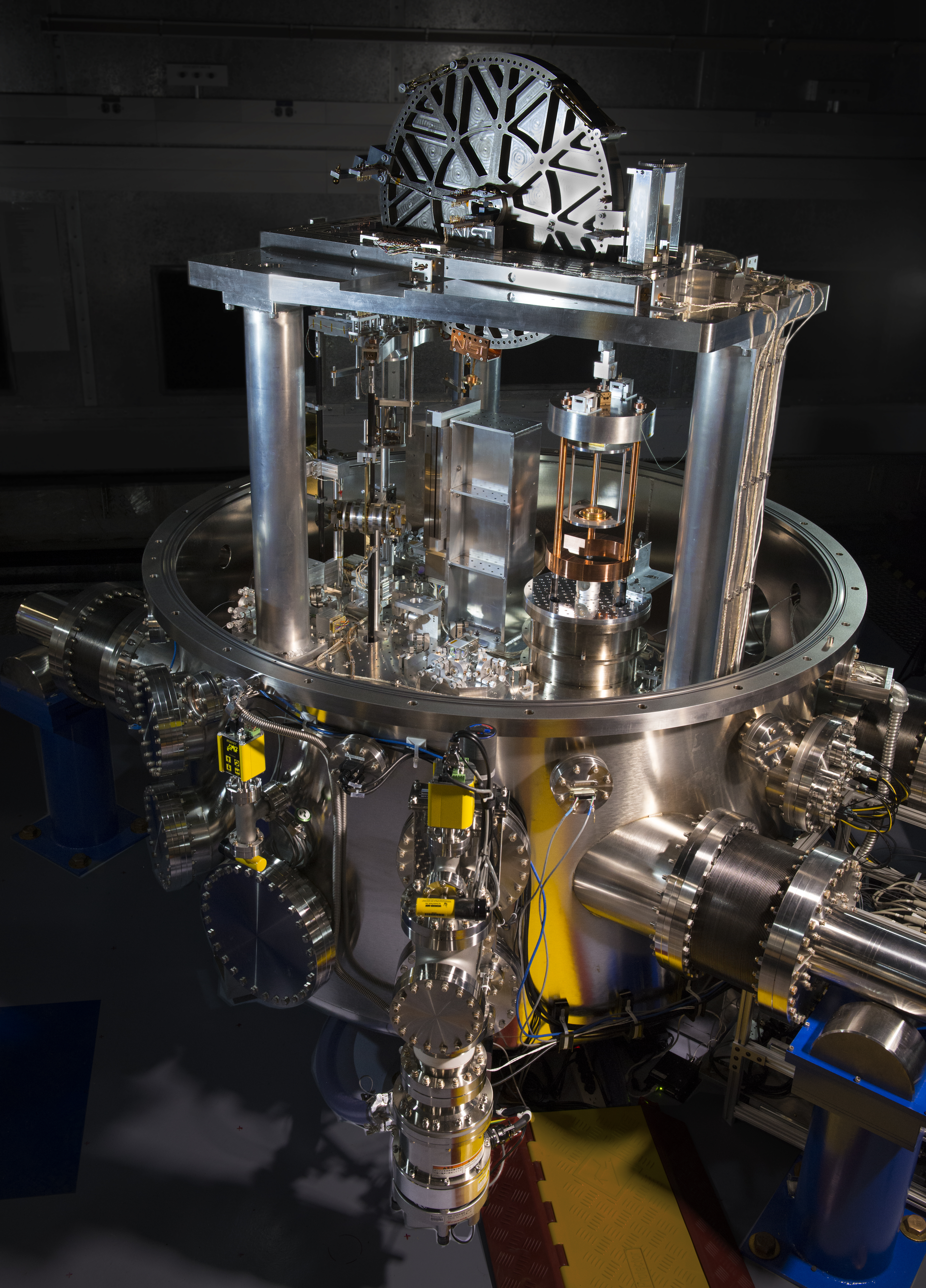
Весы Киббла в NIST

В рамках подготовки изменений в 2014 году было проведено внеочередное сравнение массы международного прототипа килограмма с его копиями. Различные научные группы по всему миру провели измерения фундаментальных констант, чтобы снизить погрешность до требуемого уровня. Рабочая группа CODATA по фундаментальным константам собрала эти данные во внеочередном выпуске набора значений констант 2017 года, и на основании этих значений были выбраны фиксированные значения для новой СИ.
Решение об изменениях в СИ и конкретные значения физических постоянных были окончательно приняты 16 ноября 2018 года, когда за них единогласно проголосовали участники XXVI Генеральной конференции по мерам и весам. Новые определения СИ вступили в силу 20 мая 2019, в день метрологии.
Для каждой из основных единиц в новой СИ определены рекомендованные методы для практической реализации единиц. Так, для килограмма это весы Киббла и рентгеновский анализ плотности кристалла (XRCD).
Обновлённая СИ допускает дальнейшие изменения. В частности, прогресс в области измерения частот электромагнитных волн и конструировании атомных часов позволяет ожидать, что примерно через десятилетие секунда будет переопределена через частоту какого-то другого электронного перехода.

## Недостатки
Поскольку атомная единица массы по-прежнему определяется через массу атома углерода-12, она перестала быть равна в точности 1 грамму, делённому на число Авогадро. Некоторые авторы критикуют новую СИ, указывая, что фиксация атомной единицы массы вместо постоянной Планка решила бы данную проблему, а аргументы, которые привели к выбору постоянной Планка в 2000-х годах, к 2010-м годам утратили силу.
Электрическая постоянная и магнитная постоянная в СИ до изменений имели точные значения: {\displaystyle \varepsilon _{0}={\frac {1}{4\pi c^{2}}}\cdot 10^{7}} м/Гн и {\displaystyle \mu _{0}=4\pi \cdot 10^{-7}} Гн/м. После реформы эти равенства стали соблюдаться не абсолютно точно, а до девяти значащих цифр, приобретя ту же относительную погрешность, что и постоянная тонкой структуры {\displaystyle \alpha ={\frac {e^{2}}{2\varepsilon _{0}hc}}}. Из этого, в частности, следует, что коэффициенты для перевода между единицами СИ и различными вариантами системы СГС перестали быть точными, фиксированными величинами, поскольку они выражаются через магнитную постоянную. Этого можно было избежать, если бы был зафиксирован не элементарный заряд {\displaystyle e}, а прежнее значение магнитной постоянной или, что равносильно при фиксированных {\displaystyle h} и {\displaystyle c}, планковский заряд {\displaystyle e/{\sqrt {\alpha }}}. Однако этот вариант был отвергнут, поскольку предыдущая реализация стандартов величин, связанных с электричеством и магнетизмом, была основана на фиксированных постоянных Джозефсона и фон Клитцинга, что равносильно фиксации постоянной Планка и элементарного заряда, поэтому переход к новой системе оказывался легче при фиксации именно элементарного заряда.